# Військове навчання

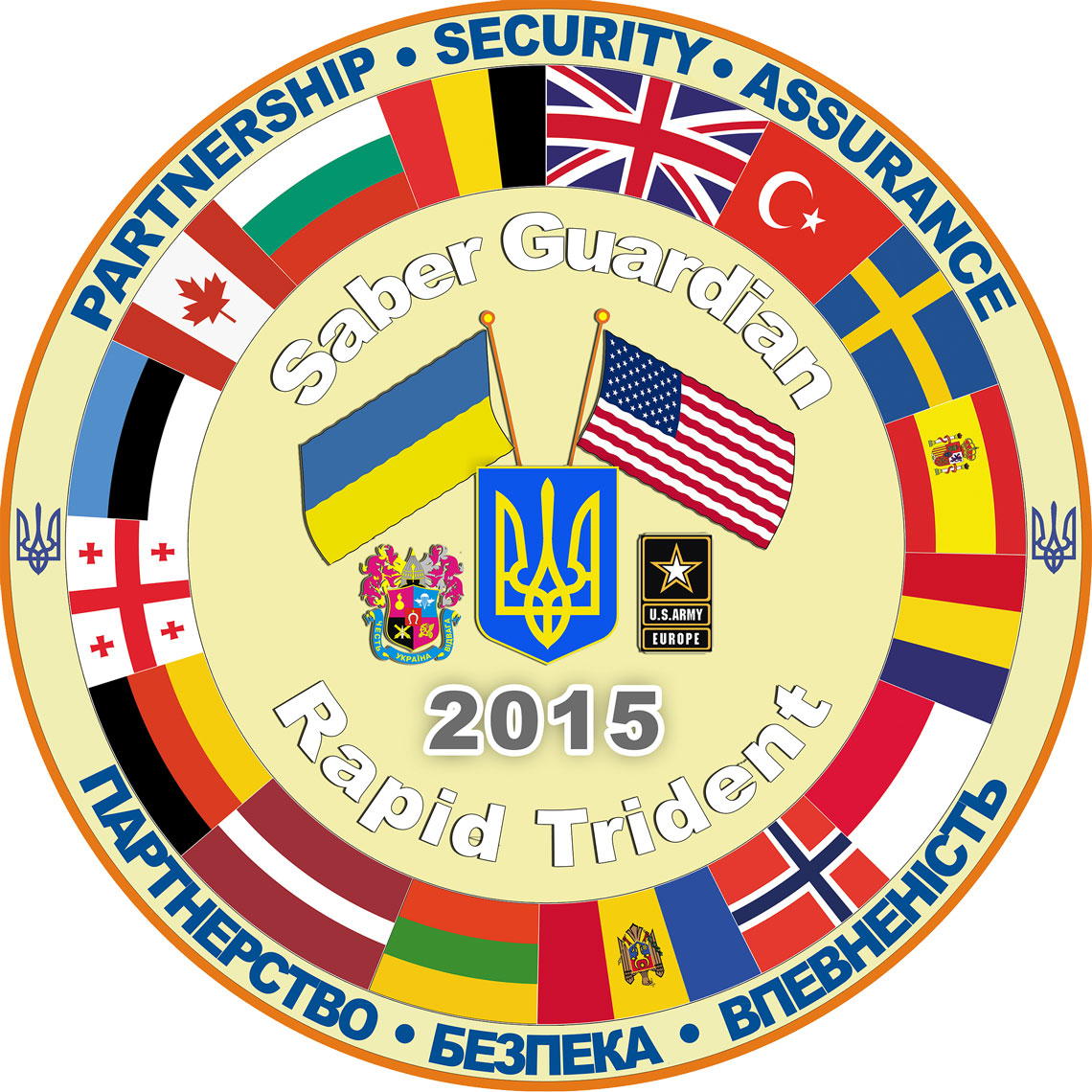
Емблема Українсько-американські військових тактичних навчань серії «Репід Трайдент»-2015

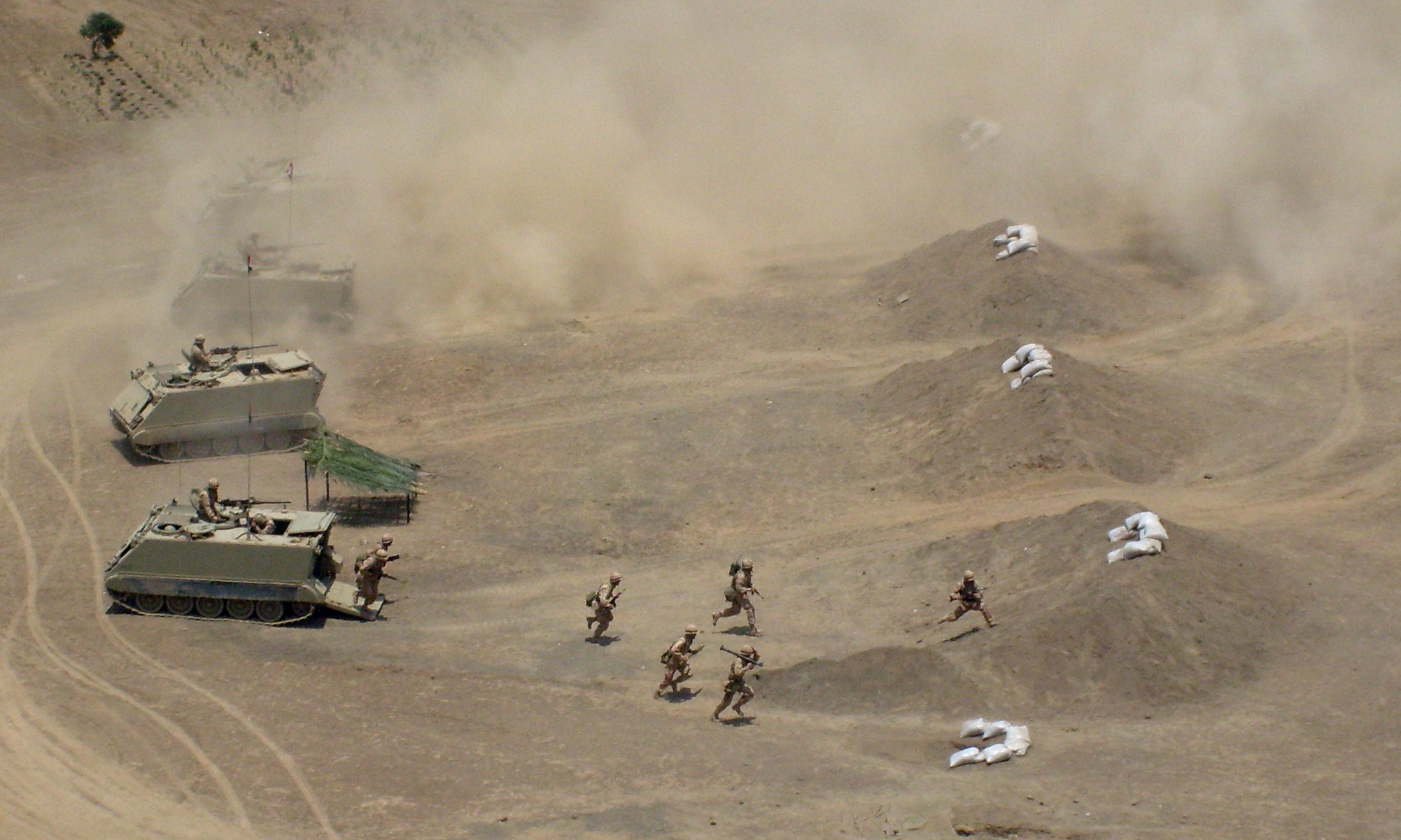
Перуанська піхота на військових навчаннях з бойовою стрільбою. 2008

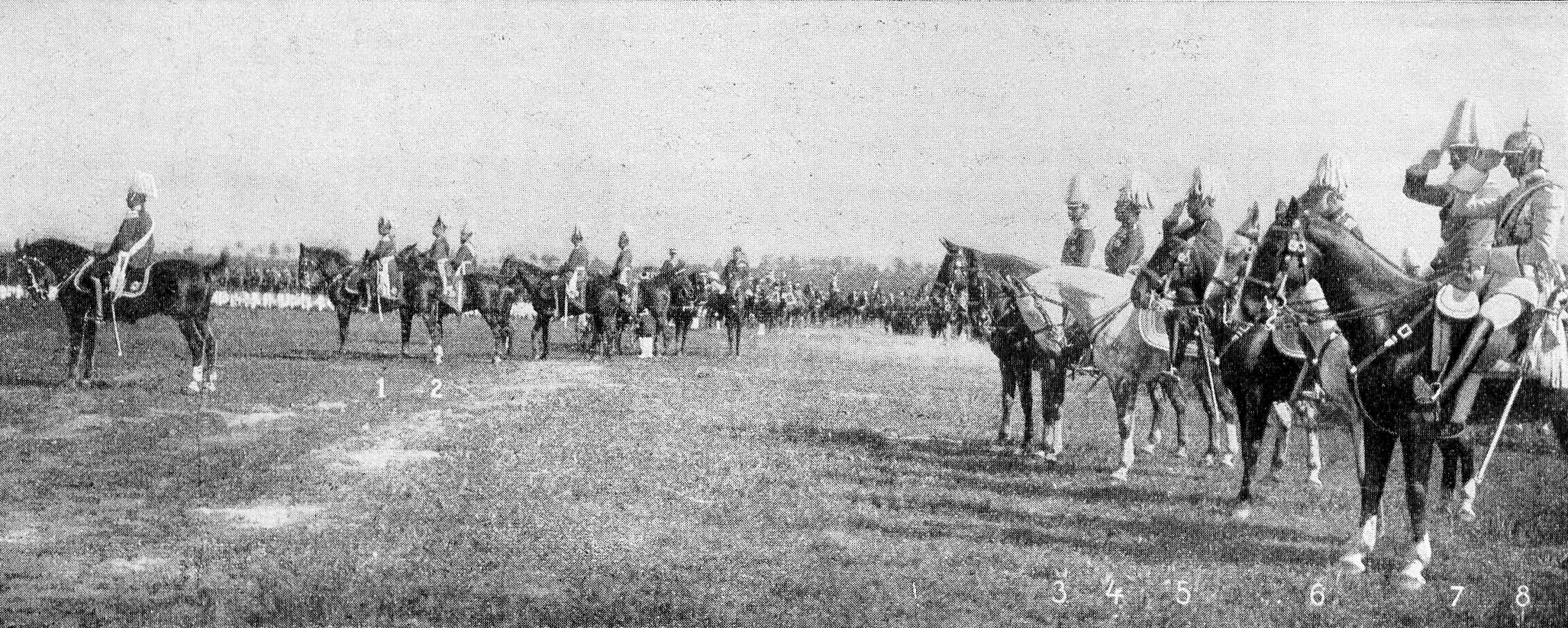
Парад військ імперської армії Німеччини на полігоні по завершенні маневрів. 1909

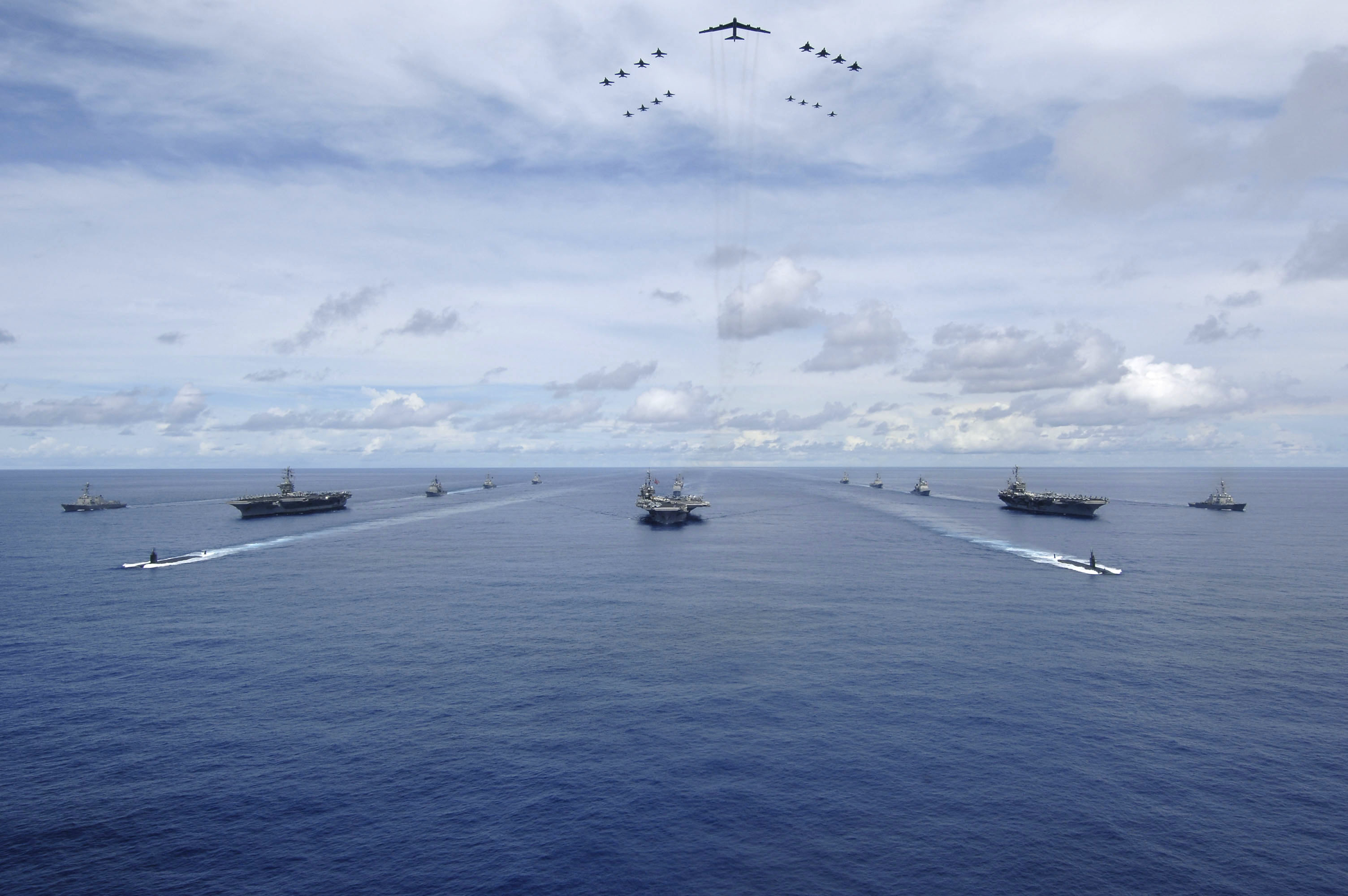
Американська авіаносна ударна група у складі атомних авіаносців USS «Німіц», USS «Кітті Хок» та USS «Джон К. Стенніс» у похідному порядку під час навчань Веліант Шілд-2007. Тихий океан. 14 серпня 2007

Військове навчання або мане́ври — вища форма бойової (оперативної) підготовки військ (сил), заходи бойового навчання, що становлять рішення військами завдань на місцевості в умовах, максимально наближених до бойових. Водночас військові навчання є формою контрольної перевірки польової, повітряної і морської виучки особового і командного складу збройних сил. Великі двосторонні військові навчання називають маневрами. Військові навчання спрямовані на придбання і закріплення бойових навичок, бойового злагодження частин і підрозділів для проведення бойових операцій, застосування озброєння та військової техніки, а також на відпрацювання різних тактичних і оперативних сценаріїв потенційно можливого збройного конфлікту.